# Jack W. Szostak
Jack W. Szostak, nascut el 9 de novembre de 1952 a Londres, és un biòleg dels Estats Units. Va viure i estudiar els primers anys al Canadà. Es va doctorar el 1977 per la Universitat Cornell d'Ithaca, Nova York. El 2009 rebé el Premi Nobel de Fisiologia o Medicina junt amb Elizabeth Blackburn i Carol W. Greider, pels seus descobriment de la manera com protegeixen els telòmers als cromosomes. Szostak és professor de genètica a l'Hospital General de Massachusetts de Boston